# Vivo... para contarlo
Vivo... para contarlo es el primer álbum en vivo de la banda Fito & Fitipaldis, en un concierto celebrado el 19 de agosto de 2004 en Bilbao durante su última gira. Es el cuarto disco del grupo.

## Lista de canciones (CD)
1. "Quiero beber hasta perder el control" - 4:04
2. "La casa por el tejado" - 4:50
3. "Trozos de cristal" - 4:35
4. "Barra americana" - 3:16
5. "Un buen castigo" - 7:17
6. "A la luna se le ve el ombligo" - 5:35
7. "Cerca de las vías" - 2:36
8. "Qué divertido" - 3:21
9. "Vamonó" - 5:23
10. "Siempre estoy soñando" - 4:10
11. "Whisky barato" - 3:31
12. "Para toda la vida" - 3:21
13. "Soldadito Marinero" - 7:23
14. "Nada que decir" - 9:36
15. "Corazón oxidado" - 10:55

## Lista de canciones (DVD)
| Vivo... para contarlo | Vivo... para contarlo                |
| N.º                   | Nombre                               |
| --------------------- | ------------------------------------ |
| 01                    | Quiero beber hasta perder el control |
| 02                    | La casa por el tejado                |
| 03                    | Trozos de cristal                    |
| 04                    | Barra americana                      |
| 05                    | Un buen castigo                      |
| 06                    | A la luna se le ve el ombligo        |
| 07                    | Cerca de las vías                    |
| 08                    | Qué divertido                        |
| 09                    | Vamonó                               |
| 10                    | Siempre estoy soñando                |
| 11                    | Whisky barato                        |
| 12                    | Ni negro ni blanco                   |
| 13                    | Alegría                              |
| 14                    | Para toda la vida                    |
| 15                    | Soldadito marinero                   |
| 16                    | Nada que decir                       |
| 17                    | Corazón oxidado                      |
| VIDEOCLIPS            |                                      |
| 1                     | La casa por el tejado                |
| 2                     | Soldadito marinero                   |
| 3                     | Siempre estoy soñando                |
| 4                     | Whisky barato                        |
| 5                     | Feo                                  |
| 6                     | Para toda la vida                    |
| 7                     | Perro viejo                          |
| 8                     | A la luna se le ve el ombligo        |
| 9                     | Mirando al cielo                     |

## Posiciones en las listas
| Año  | Lista                | Posición |
| ---- | -------------------- | -------- |
| 2004 | PROMUSICAE "Álbumes" | N.º 8    |

| Año  | Lista                        | Posición |
| ---- | ---------------------------- | -------- |
| 2004 | PROMUSICAE "DVD'S Musicales" | N.º 3    |